# 圓尾鴛鴛鮨
圓尾鴛鴛鮨為輻鰭魚綱鱸形目鱸亞目鮨科的其中一種，分布於西大西洋區，包括西印度群島、中美洲至南美洲巴西海域，棲息深度2-30公尺，本魚前鰓蓋骨圓潤，後緣具鋸齒，體色為橄欖色或淺棕色，體側具深色不規則斑點，尾鰭圓形，胸鰭黃色或橙色，背鰭硬棘11枚;背鰭軟條17-20枚;臀鰭硬棘3枚;臀鰭軟條9-10枚，體長可達33公分，棲息在海草生長的礁沙混合區，屬肉食性，夜間捕食甲殼類，可做為食用魚及觀賞魚。

## 擴展閱讀
維基物種上的相關：圓尾鴛鴛鮨